# Біогеологія
Біогеологія (англ. Biogeology, нім. Biogeologie, рос. биогеология) — міждисциплінарний напрям науки, який розглядає глобальні, регіональні та локальні екосистеми в контексті усіх аспектів взаємодії між біологічними, хімічними та фізичними процесами в земному або позаземному середовищі з геосферою, гідросферою і атмосферою. Цей напрям об'єднує біологічні, хімічні та фізичні науки, що досліджують процеси та взаємодії всередині земної та позаземної сфер через поточну та попередню геологічну історію Землі та Сонячної системи в цілому. Її спрямованість виходить за рамки встановлених наукових підходів, охоплює багато- та міждисциплінарне розуміння функціонування біосфери у просторі та часі.
Розвиток біосфери і геологічного середовища Землі тісно пов'язані між собою. Це зумовило виникнення двох нових міждисциплінарних наук: геобіології і біогеології.
Геобіологія вивчає взаємодію живих організмів з геологічними системами, тобто досліджує, яким чином діяльність живих організмів змінює поверхню Землі, як геологічні процеси впливали на еволюцію в минулому і як впливають сьогодні. Розглядається взаємодія Землі і її біосфери на всіх рівнях, до цих досліджень залучаються фахівці таких галузей, як геологія, біологія, хімія, біохімія, палеобіологія, а з недавнього часу — молекулярна генетика і геноміка. Цю наукову дисципліну активно розвивають у багатьох провідних університетах США, Європи, Австралії.
Еволюційні зміни в просторі і часі, які вивчаються в рамках біогеології, роблять цю галузь науки ключовою для дослідження питань розвитку нашої планети в минулому, сьогоденні й майбутньому. Розуміння цих змін грає вирішальну роль в трактуванні соціально важливих питань майбутнього. Основні завдання біогеології полягають у вивченні походження і еволюції життя, еволюції атмосфери, гідросфери та біосфери.

## Історія
Термін «біогеологія» був запропонований У 1883 році В. В. Докучаєвим у зв'язку із виявленням ролі організмів в новоутвореннях. Пізніше, у 1884 році використовувався І. Вальтером для відображення органічного зв'язку палеонтології та геології. Однак, біогеологія не сформувалась у цілісний науковий напрямок, оскільки майже у той час набули свого розвитку дослідження біосфери Едуарда Зюсса та Володимира Вернадського (біосферологія). Спробу відродити геобіологію були зроблені французькими вченими П'єром Теяром де Шарденом фр. Teilhard de Chardin) та П. Леруа (фр. Pierre Leroy), які в 1940 р. заснували в Пекіні перший Інститут геобіології та випускали перший регулярний журнал «Geobiologia».
Зазвичай біогеологія визначається, як науковий напрям, який досліджує роль організмів в утворенні та розвитку земної кори.

## Планетарна біогеологія
Останнім часом у зв'язку з розвитком космічних досліджень, особливо дистанційних досліджень позаземного простору, об'єкт біогеології включає також нову наукову дисципліну — планетарну біогеологію (англ. Planetary Geobiology). Якщо геобіологія досліджує, якими є взаємодії між життям і навколишнім середовищем на Землі, то планетарна геобіологія поширює ці дослідження на інші планетарні тіла, поєднуючи геобіологію, геохімію, геологію та планетарні науки. Це дозволяє провести дослідження поточної чи минулої історії щодо придатності для мікробного життя об'єктів Сонячної системи, особливо її планет та супутників. Планетарна геобіологія відповідає на запитання — якщо мікробне життя виникло на цих планетах, то які середовища та матеріали найкраще підібрати для перевірки цієї гіпотези? Це вимагає застосування концептуальних моделей для дослідження мікроорганізмів та біомаркерів, побудованих на основі досліджень історії геобіологічного обліку Землі, глобального локального картографування з орбіт супутників, а також спеціальних місій з використанням автоматичних апаратів, оснащених передовими аналітичними лабораторіями. На сьогодні досліджувалися зразки результати буріння унікальних зразків гірських порід та ґрунту Місяця та Марса, що включає десятки лабораторних аналізів, включаючи рентгенівську дифракцію, мас-спектрометрію та газову хроматографію; сотні зразків порід були проаналізовані за допомогою рентгенівського випромінювання та спектрів випромінювання плазми, отриманих лазером; тисячі зображень, а також мільйони вимірювань атмосфери та радіаційного середовища.